# بازی تاج‌وتخت (فصل ۴)
پخش فصل چهارم مجموعه تلویزیونی فانتزی درام آمریکایی بازی تاج‌وتخت از تاریخ ۶ آوریل ۲۰۱۴ از شبکه اچ‌بی‌او شروع شد و بعد از پخش ۱۰ قسمت در ۱۵ ژوئن ۲۰۱۴ به پایان رسید. این فصل اقتباسی از نیمه دوم کتاب طوفان شمشیرها به همراه بخش‌هایی از کتاب‌های ضیافتی برای کلاغ‌ها و رقصی با اژدهایان اثر جرج آر. آر. مارتین است.

## داستان
مهمانان ویژه برای شرکت در عروسی جافری براتیون و مارجری تایرل به سرزمین پادشاهی می‌رسند، از جمله اوبرین مارتل که به دنبال گرفتن انتقام خواهرش است. جافری در عروسی توسط مادربزرگ مارجری مسموم می‌شود و می‌میرد؛ ولی سرسی برادرش تیریون را مسئول مرگ جافری می‌داند. تیریون سعی می‌کند از این اتهامات رهایی پیدا کند ولی هم خواهرش و هم پدرش به دنبال اعدام او هستند و تمام دوستانش او را ترک می‌کنند.
سانسا به کمک پیتر بیلیش از سرزمین پادشاهی فرار می‌کند و به پیش خاله‌اش، لایسا آرین می‌رود. آریا هم به همراه سندور کلیگان (هاوند) به سمت آیری می‌رود. سندور امیدوار است با تحویل دادن آریا به خاله‌اش پاداش خوبی بگیرد. در همین حال برن به همراه ریدز و هودور به سمت شمال می‌رود تا کلاغ سه‌چشم را پیدا کند.
در دیوار جان اسنو به فرماندهانش هشدار می‌دهد که منس رایدر در حال تدارک لشکری برای حمله به دیوار است. وحشی‌های شمال به فرماندهی تورموند و ایگریت به دیوار حمله می‌کنند.
در جای دیگر، سر داووس در حال بازیابی لشکر شکست‌خورده استنیس است تا به دیوار بروند. روس بولتون لقب «اسنو» را از فرزند حرامزاده‌اش به خاطر فتح شمال می‌گیرد.
در آنسوی دریای باریک، دنریس به آزادسازی شهرها ادامه می‌دهد. بعد از آزادسازی میرین او تصمیم می‌گیرد مدتی در آنجا بماند که در این زمان مشکلات مختلفی برای وی پیش می‌آید.

## تولید
در ۲ آوریل ۲۰۱۳، اچ‌بی‌او اعلام کرد که این سریال را برای فصل چهارم که دارای ۱۰ قسمت است، تمدید کرده‌است. فیلمبرداری این فصل در ۸ ژوئیه ۲۰۱۳ در ایرلند شمالی آغاز شد. همچنین بخشی از فیلمبرداری این فصل دوباره در ایسلند و دوبروونیک انجام شد. فیلمبرداری ۱۳۶ روز طول کشید و در ۲۱ نوامبر ۲۰۱۳ به پایان رسید.

### دست‌اندرکاران
دیوید بنیاف و دی. بی. وایس نویسندگان و تهیه‌کنندگان اصلی این فصل هستند. آن‌ها به همراه هم هفت قسمت را نوشتند. دو قسمت توسط برایان کاگمن و یک قسمت توسط جرج آر. آر. مارتین نوشته شد.

## قسمت‌ها
| شم. کلی | شم. در فصل | عنوان                    | کارگردان     | نویسنده                   | تاریخ انتشار اصلی | ایالات متحدهٔ آمریکا تعداد بیننده (میلیون) |
| ------- | ---------- | ------------------------ | ------------ | ------------------------- | ----------------- | ----------------------------------------- |
| ۳۱      | ۱          | «دو شمشیر»               | دی. بی. وایس | دیوید بنیاف و دی.بی. وایس | ۶ آوریل ۲۰۱۴      | ۶٫۶۴                                      |
| ۳۲      | ۲          | «شیر و گل سرخ»           | الکس گریوز   | جرج آر. آر. مارتین        | ۱۳ آوریل ۲۰۱۴     | ۶٫۳۱                                      |
| ۳۳      | ۳          | «زنجیرشکن»               | الکس گریوز   | دیوید بنیاف و دی.بی. وایس | ۲۰ آوریل ۲۰۱۴     | ۶٫۵۹                                      |
| ۳۴      | ۴          | «درست‌پیمان»              | میشل مک‌لارن  | بریان کاگمن               | ۲۷ آوریل ۲۰۱۴     | ۶٫۹۵                                      |
| ۳۵      | ۵          | «اول در نامش»            | میشل مک‌لارن  | دیوید بنیاف و دی.بی. وایس | ۴ مه ۲۰۱۴         | ۷٫۱۶                                      |
| ۳۶      | ۶          | «قوانین خدایان و آدمیان» | آلیک ساخارف  | بریان کاگمن               | ۱۱ مه ۲۰۱۴        | ۶٫۴۰                                      |
| ۳۷      | ۷          | «مرغ مقلد»               | آلیک ساخارف  | دیوید بنیاف و دی.بی. وایس | ۱۸ مه ۲۰۱۴        | ۷٫۲۰                                      |
| ۳۸      | ۸          | «کوه و افعی»             | الکس گریوز   | دیوید بنیاف و دی.بی. وایس | ۱ ژوئن ۲۰۱۴       | ۷٫۱۷                                      |
| ۳۹      | ۹          | «نگهبانان دیوار»         | نیل مارشال   | دیوید بنیاف و دی.بی. وایس | ۸ ژوئن ۲۰۱۴       | ۶٫۹۵                                      |
| ۴۰      | ۱۰         | «فرزندان»                | الکس گریوز   | دیوید بنیاف و دی.بی. وایس | ۱۵ ژوئن ۲۰۱۴      | ۷٫۰۹                                      |